# Manfred Betsch
Manfred Betsch (Eupen, 1934 - 27 januari 1985) was een Belgisch politicus van de CSP.

## Levensloop
Hij was de derde voorzitter van de Cultuurraad voor de Duitse Cultuurgemeenschap en diens opvolger de Raad van de Duitstalige Gemeenschap. Hij oefende dit mandaat uit van 1 december 1981 tot 27 januari 1985. Hij volgde in deze functie Albert Gehlen op en werd zelf opgevolgd door Kurt Ortmann. Hij zetelde van 23 oktober 1973 tot aan zijn dood als raadslid, hij werd in deze hoedanigheid opgevolgd door Rolf Kammler.